# Village of the Branch
Village of the Branch – wieś w Stanach Zjednoczonych, w stanie Nowy Jork, w hrabstwie Suffolk.